# アルカディア南部総合公園
アルカディア南部総合公園（アルカディアなんぶそうごうこうえん）は、山梨県南巨摩郡南部町にあるスポーツ・文化施設群を有する公園。各施設は南部町が所有・管理を行っている。

## 主な施設

### スポーツセンター
- 温水プール（大プール25m×6コース、ウォータースライダー付小プール）
- 体育館（面積1200m2、ステージ・観客席あり）
- トレーニングルーム

### 野球場
- 両翼：91m、中堅：120m
- 照明設備：6基
- 一塁側、三塁側に観客席あり

### 運動場
- 多目的運動場
- 照明設備あり

### テニスコート
- 人工芝4面
- 硬式・軟式対応
- 照明設備あり（4月～10月のみ使用可能）

## 歴史
- 1986年、かいじ国体男子少年ソフトボール会場として野球場と運動場が完成。
- 1993年、テニスコートが完成。
- 1994年、スポーツセンターが完成。

## 交通
- JR身延線内船駅下車、タクシーで約5分